# Pedro Moguila
Pedro Moguila (en rumano Petru Movilă, en ucraniano Петро́ Моги́ла) fue obispo del Patriarcado de Constantinopla, Metropolitano de Kiev, Galizia y toda Rus, y exarca de la sede de Constantinopla. Hijo del príncipe valaco de Moldavia Simeón Mohyla, de la familia boyarda Mohyla.
Logró obtener, en 1632, el reconocimiento de la ortodoxia por el Vladislao IV de Polonia en la República de las Dos Naciones, más allá del uniatismo después de la Unión de Brest. Fundó la Academia Kiev-Moguila (en), donde empleó el modelo de las escuelas jesuíticas, esto es, la enseñanza del derecho natural, la teología, la filosofía y la lógica, para, irónicamente, detener el avance del proselitismo católico en la ortodoxia griega.  Escribió Moguila un catecismo llamado Confessio ortodoxa.  Alcanzó el mérito doctrinal básico para la convocatoria de la Concilio de Iași.
Está enterrado en el Monasterio de las Cuevas de Kiev del que fue archimandrita desde 1627.